# Fabrique nationale de la monnaie et du timbre
La  Fabrique nationale de la monnaie et du timbre - Hôtel royal de la monnaie (en espagnol, Fábrica Nacional de Moneda y Timbre - Real Casa de la Moneda – FNMT-RCM) est l'institution monétaire nationale espagnole et l'imprimeur des timbres-poste espagnols.

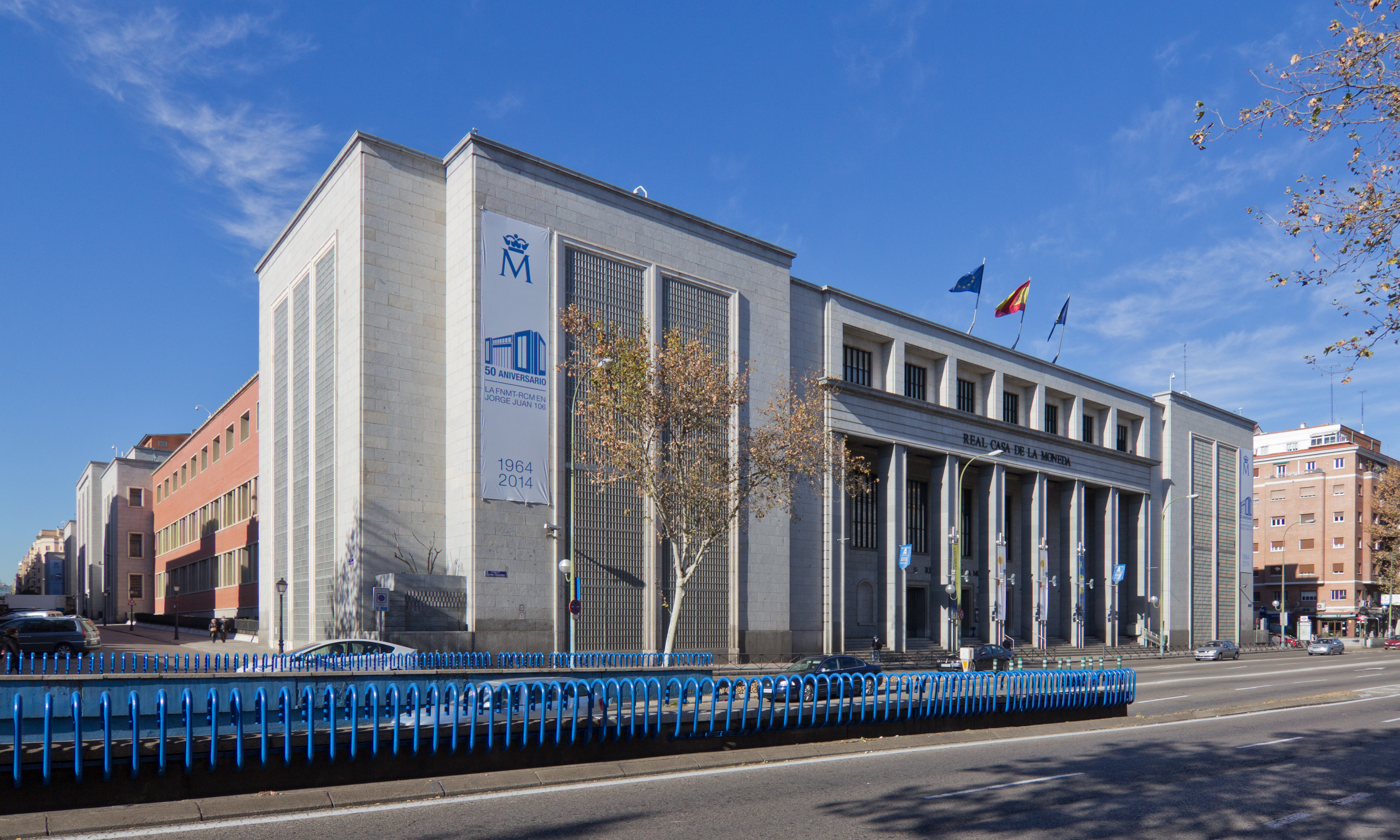
Le siège de la FNMT-RCM à Madrid.

## Histoire
En 1893, l'institution est créée par la fusion de l'Hôtel de la monnaie (Casa de la Moneda) et la Fabrique du timbre (Fábrica del Sello), qui partageaient depuis 1861 le même siège situé sur la place Colomb, mais indépendantes l'une de l'autre.
À partir de 1940, l'institution commence la production de billets de banque, puis en 1952 la fabrication de papier de sécurité. En 1964, avec l'inauguration d'un nouveau bâtiment, elle est chargée de produire des documents sécurisés tels que les passeports ou les cartes d'identité. 

## Statut
La FNMT-RCM est une entreprise publique placée sous la dépendance du ministère des Finances et des Administrations publiques.

## Siège
Le siège de l'institution est situé au numéro 106 de la rue Jorge Juan, dans un vaste bâtiment inauguré en 1964.
La production a lieu sur deux sites, l'un localisé à Madrid et l'autre à Burgos.

## Fonctions
La FNMT-RCM produit des billets de banque, des pièces, des documents sécurisés d'identité. Elle a également imprimé des cartes de bingo et des billets de loteries nationales.
Les lignes de production sont certifiées ISO 9001:2000.

## Dans la culture populaire
Elle est le lieu principal de l'action dans les deux premières parties de la série La casa de papel diffusée sur la chaîne télévisée espagnole Antena 3 et redistribuée par Netflix. Le tournage extérieur a cependant en réalité eu lieu devant la façade du Conseil supérieur de la recherche scientifique, également situé à Madrid.